# Alt.end
Singles de The Cure
The End of the World
(2004) Taking Off
(2004)
Clip vidéo
[vidéo] « alt.end », sur YouTube
Pistes de The Cure
Us Or Them (I Don't Know What's Going) On
alt.end est une chanson du groupe britannique The Cure présente sur l'album The Cure. Elle sort en single dans une version plus courte le 12 octobre 2004 uniquement sur le marché américain,.
Le single comprend deux chansons supplémentaires inédites, Why Can't I Be Me? et Your God Is Fear, que l'on retrouve sur le single suivant, Taking Off.
Le clip vidéo de alt.end, réalisé par le collectif The Saline Project, est inclus dans une plage CD-Rom sur le single.

## Liste des titres
1. alt. end - 3:00
2. Why Can't I Be Me? - 4:17
3. Your God Is Fear - 5:06